# Gary Mills
Pour les articles homonymes, voir Mills.
Gary Roland Mills, couramment appelé Gary Mills, est un footballeur puis entraîneur anglais, né le 11 novembre 1961 à Northampton, Angleterre. Évoluant au poste de défenseur ou de milieu de terrain devenu entraîneur, il est principalement connu pour ses saisons à Nottingham Forest, Notts County et Leicester City ainsi que pour avoir été sélectionné en équipe d'Angleterre espoirs.

## Biographie

### Carrière internationale
Il fait ses débuts avec l'Angleterre U18 le 10 octobre 1978, pour une victoire 1-0 contre l'URSS U18 (en), et reçoit une deuxième cape le 17 janvier 1979 pour une victoire 4-0 contre la Belgique U18.
Il reçoit sa première sélection avec les espoirs le 28 avril 1981, pour une victoire 3-0 contre la Roumanie espoirs. Une deuxième cape arrivera le 8 septembre 1981 pour un nul 0-0 contre la Norvège.

### Carrière d'entraîneur

#### Statistiques
Au 29 avril 2017.
York City
| Équipe             | Depuis           | Jusqu'au        | Matches | Victoires | Nuls | Défaites | % Victoires |
| ------------------ | ---------------- | --------------- | ------- | --------- | ---- | -------- | ----------- |
| Grantham Town (en) | juillet 1996     | mai 1998        | 111     | 65        | 17   | 29       | 58,6        |
| King's Lynn (en)   | septembre 1998   | 8 novembre 2000 | 106     | 45        | 30   | 31       | 42,5        |
| Tamworth           | 12 janvier 2001  | 23 mai 2002     | 71      | 40        | 20   | 11       | 56,3        |
| Notts County       | 9 janvier 2004   | 4 novembre 2004 | 40      | 10        | 11   | 19       | 25,0        |
| Alfreton Town      | 25 mai 2005      | 26 janvier 2007 | 76      | 21        | 27   | 28       | 27,6        |
| Tamworth           | 26 janvier 2007  | 13 octobre 2010 | 189     | 75        | 50   | 64       | 39,7        |
| York City          | 13 octobre 2010  | 2 mars 2013     | 136     | 58        | 45   | 33       | 42,6        |
| Gateshead          | 3 septembre 2013 | 28 avril 2015   | 103     | 46        | 32   | 25       | 44,7        |
| Wrexham            | 28 avril 2015    | 13 octobre 2016 | 64      | 26        | 13   | 25       | 40,6        |
| York City          | 16 octobre 2016  | en cours        | 38      | 13        | 14   | 11       | 34,2        |
| Total              | juillet 1996     | en cours        | 934     | 399       | 259  | 276      | 42,7        |

## Palmarès

### Comme joueur
- Nottingham Forest :
  - Coupe d'Europe des Clubs champions : 1979-80

- Notts County :
  - Coupe anglo-italienne : 1994-95 (en)
  - Joueur de l'année du club 1987-88

- Leicester City :
  - Joueur de l'année du club 1989-90, 1991-92

### Comme entraîneur
- Grantham Town (en) :
  - Champion de Southern Football League Midland Division : 1997-98

- Tamworth :
  - Champion de Conference North : 2008-09
  - Entraîneur de l'année en Conference North : 2008-09
  - Entraîneur du mois en Conference North : septembre 2008, mars 2009

- York City :
  - FA Trophy : 2011-12
  - Entraîneur du mois en Conference Premier : novembre 2010

- Gateshead :
  - Entraîneur du mois en Conference Premier : octobre 2013